# 小红马 (象棋)
小紅馬，是中國象棋殘局之一，出自《百局象棋譜》的雙馬周槽。

## 外部連結
- 富家子旺角中招　五分鐘輸錢又輸錶　象棋殘局騙走勞力士 （页面存档备份，存于）
- 專家拆局　「小紅馬」局紅子不敗 （页面存档备份，存于）
- 內地男街邊設「小紅馬」殘局　棋癡萬元賭注被搶 （页面存档备份，存于）
- 錯一步即輸　騙徒常用 （页面存档备份，存于）